# Sphaericus exiguus
Sphaericus exiguus é uma espécie de insetos coleópteros polífagos pertencente à família Anobiidae.
A autoridade científica da espécie é Boieldieu, tendo sido descrita no ano de 1854.
Trata-se de uma espécie presente no território português.